# Harry Boland (basket-ball)
Pour les articles homonymes, voir Harry Boland.
Harry Boland, né le 21 septembre 1925 à Dublin, où il est décédé le 18 décembre 2013, est un ancien joueur et dirigeant irlandais de basket-ball. Il est le neveu de Harry Boland, activiste durant la Guerre d'indépendance irlandaise.